# 郑虎臣
鄭虎臣（1219年—1276年），字廷翰，一字景兆，中國南宋平江吳縣人，曾官至會稽縣尉。注有《吳都文粹》十卷。

## 生平
早年擔任县尉，虎臣之父鄭塤為賈似道貶死，虎臣亦遭流放，遇赦歸鄉。宋恭帝德祐初年，賈似道謫授高州團練副使、循州安置。贾似道将谢太后给他的“免死牌”日夜带在身上，以求保命。 
福王趙與芮厭惡賈似道，想要在賈似道流放循州途中將他殺了。虎臣因父仇，自請監押，途中勒逼折磨，以吳潛被賈害死的事來諷刺賈似道，贾似道服冰片（龙脑香，又稱冰腦）自杀未果。最後於漳州城南木绵庵（今属漳州市南，龙海九龙领下），虎臣趁其摘下免死牌挂于树上進入厕所時，刺殺了賈似道。丞相陳宜中聽聞消息，以“擅殺大臣”之罪，將虎臣處死。
明朝抗倭名将俞大猷在木棉庵前的石亭中立下石碑，并亲书「宋郑虎臣诛贾似道于此」。清乾隆年间的龙溪知县袁本濂又用一块石碑将这十个大字重述了一遍。旁边有1936年诸暨人陈琪撰文、汉寿人朱熙写的《木棉亭记》碑刻。